# Carrum-Iter
Carrum-Iter o també Šarrum-Iter va ser un rei de Mari, a l'antiga Mesopotàmia, una ciutat-estat que controlava les rutes del comerç al curs mitjà de l'Eufrates.
Era el sisè rei de Mari, i l'últim de la primera dinastia. Va ser l'únic rei de Mari que va governar Sumer. Després de la derrota del seu pare pels guerrers de la ciutat d'Ebla, Carrum-Iter va pujar al tron de Mari en el moment en què l'exèrcit d'Adab envaïa el país. Després de rebutjar l'invasor es va convertir per un breu període en rei de Sumer fins que Mari va ser derrotada per la ciutat de Kix.